# TEDOM Kronos 123

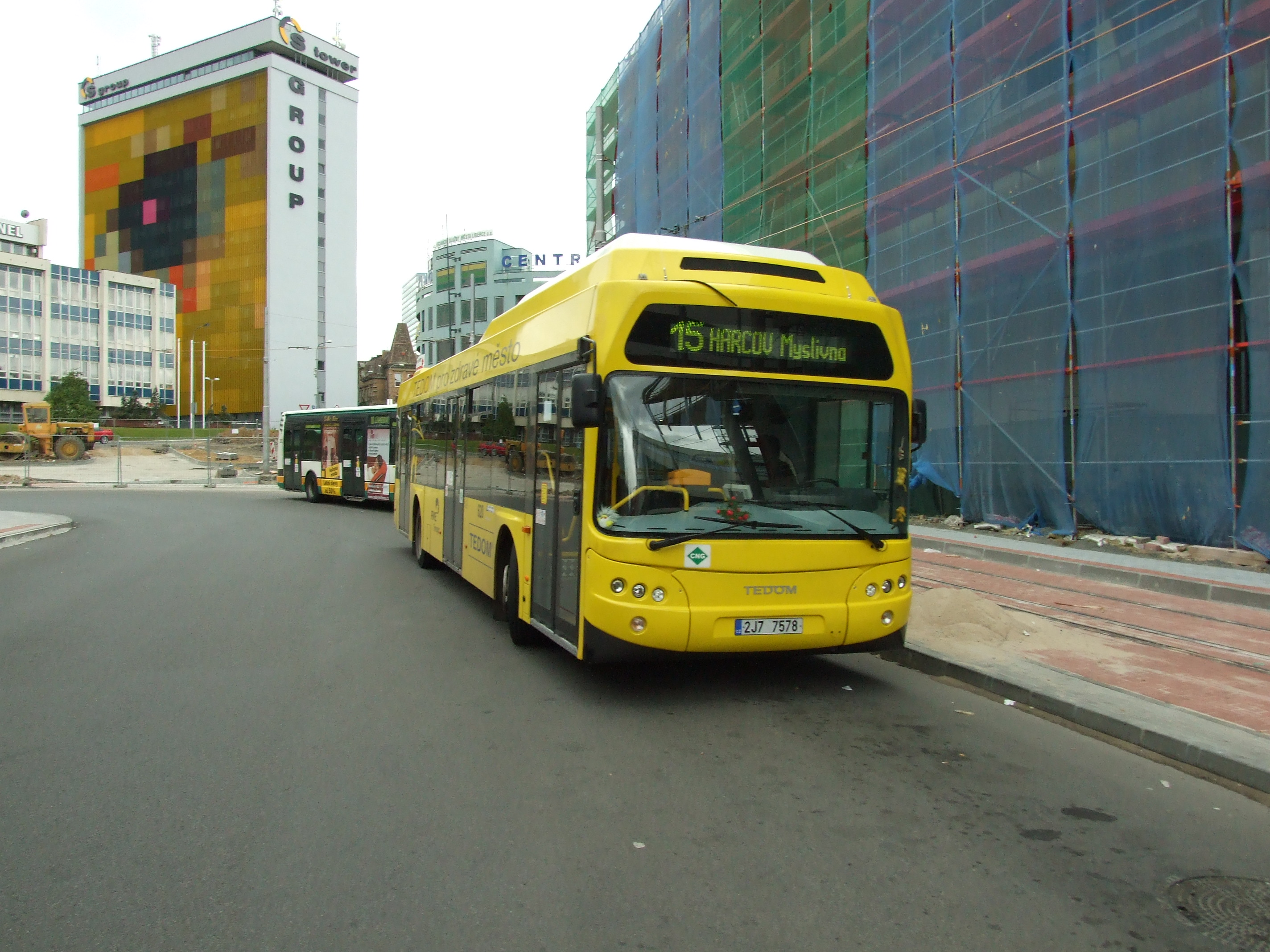
TEDOM Kronos 123 G v Liberci

TEDOM Kronos 123 je český městský nízkopodlažní autobus, vyráběný třebíčskou společností TEDOM v letech 2004 až 2006. Poté byl při příležitosti menších změn v konstrukci a zároveň při přesunu výroby do nového závodu přeznačen na TEDOM C 12.

## Konstrukce
Jedná se o dvanáctimetrový (číslo 12 v označení typu), třídveřový (poslední číslice 3), městský, nízkopodlažní autobus, který byl nabízen s plynovým nebo dieselovým motorem. Karoserie vozu (vyrobená v licenci italské firmy Mauri) je vytvořena z příhradového samonosného rámu, vyrobeného z tenkostěnných nerezových profilů. Rám je opláštěn hliníkovými plechy. Přední a zadní čelo a střecha jsou vyrobeny ze sklolaminátu. Motor s převodovkou jsou umístěny v zadní části autobusu. Plynová verze, Kronos 123 G, má na střeše umístěny kompozitové lahve s hliníkovým jádrem určené pro stlačený zemní plyn. Mají objem 960 l, což vozu umožňuje dojezd 450 km. V roce 2006 byla doplněna čtvrtá nádrž, která umožňuje dojezd 650 km na jedno plnění.

## Výroba a provoz
Prototyp autobusu Kronos 123 byl vyroben v roce 2004 a téhož roku byl představen na brněnském veletrhu Autotec (jednalo se o plynovou verzi). Během roku 2005 vyjelo z bran závodu celkem šest těchto vozů, z toho jeden s dieselovým motorem (označení Kronos 123 D). V následujícím roce bylo vyrobeno 10 Kronosů 123 (z toho šest poháněných naftou). Na přelomu let 2006 a 2007 byl vůz konstrukčně upraven a přitom mu bylo změněno označení na TEDOM C 12. V letech 2004 až 2006 tak TEDOM vyrobil celkem 17 autobusů Kronos 123 (10 v plynové a 7 v naftové verzi).
Firma TEDOM svůj autobus prezentovala na předváděcích jízdách v mnoha městech České republiky. Prototyp, spolu s jedním dalším plynovým a jedním dieselovým Kronosem 123 zůstal výrobci, který jej využíval jako předváděcí a zkušební vozy. Šest Kronosů 123 G bylo v provozu u Dopravního podniku měst Liberce a Jablonce nad Nisou, další dva plynové jezdily v polském městě Mielec u místního dopravního podniku MKS Mielec. Naftové vozy se dostaly na Slovensko: dva zakoupil podnik SAD Prešov (pro městské linky v Bardejově) a čtyři SAD Lučenec. Poslední Kronos 123 dojezdil v říjnu 2022 na MHD v Bardejově.